# Zasavica (Šamac)
Zasavica (szerbül: Засавица), település Bosznia-Hercegovinában, Šamac községben, a Szerb Köztársaság északi régiójában.

## Fekvése
A település Bosznia-Hercegovina északi részén, Dobojtól légvonalban 42, közúton 61 km-re északkeletre, községközpontjától légvonalban 5, közúton 6 km-re délnyugatra, a Szávamenti-síkságon, a Boszna jobb partján, a Boszna és egyik holtága között, 89-91 méteres magasságban fekszik.

## Népessége
| Nemzetiségi csoport | Népesség 1991 | Népesség 2013 |
| ------------------- | ------------- | ------------- |
| Szerb               | 6             | 20            |
| Bosnyák             | 5             | 0             |
| Horvát              | 524           | 343           |
| Jugoszláv           | 18            | 0             |
| Egyéb               | 5             | 2             |
| Összesen            | 558           | 365           |

## Története
A település 1878-ig tartozott az Oszmán Birodalomhoz. Ekkor a berlini kongresszus határozata alapján az Osztrák-Magyar Monarchia része lett. 1879-ben az első osztrák-magyar népszámlálás során az Orašjei járáshoz tartozó településnek, 28 háztartása és 170 római katolikus lakosa volt. 1910-ben a Gradačaci járáshoz tartozó településen 52 háztartást és 309 római katolikus lakost találtak. A monarchia szétesésével 1918-ban előbb a Szerb-Horvát-Szlovén Királyság, majd 1929-től a Jugoszláv Királyság része lett. 1921-ben a Bosanski Šamac-i járáshoz tartozó településnek 338 lakosa volt, mind római katolikusok. Az 1929-es törvény értelmében, amikor Bosznia-Hercegovinát négy banovinára, Drinskára, Vrbaskára, Zetskára és Primorskára osztották, a település a Vrbaska banovina (Orbászi Bánság) része lett, amelynek székhelye Banja Luka volt. 1939-ben a közigazgatás átszervezésével a Hrvatska banovina (Horvát Bánság) része lett. 
A második világháborúban Jugoszlávia megszállása után a Független Horvát Állam (NDH) része lett. A második világháború után 1992-ig a település a szocialta Jugoszlávia keretében a Bosznia-Hercegovinai Népköztársaság része volt. 
A boszniai háború során a falu nem szerb lakosságát elűzték a szerb katonai erők. A boszniai háborút lezáró daytoni békeszerződés rendelkezése alapján az ország területét felosztották a Bosznia-hercegovinai Föderáció és a boszniai Szerb Köztársaság között. A területmegosztás eredményeként a település Šamac község részeként a Szerb Köztársaság területéhez került. Az elűzöttek visszatérése 2000-ben kezdődött.